# Gná

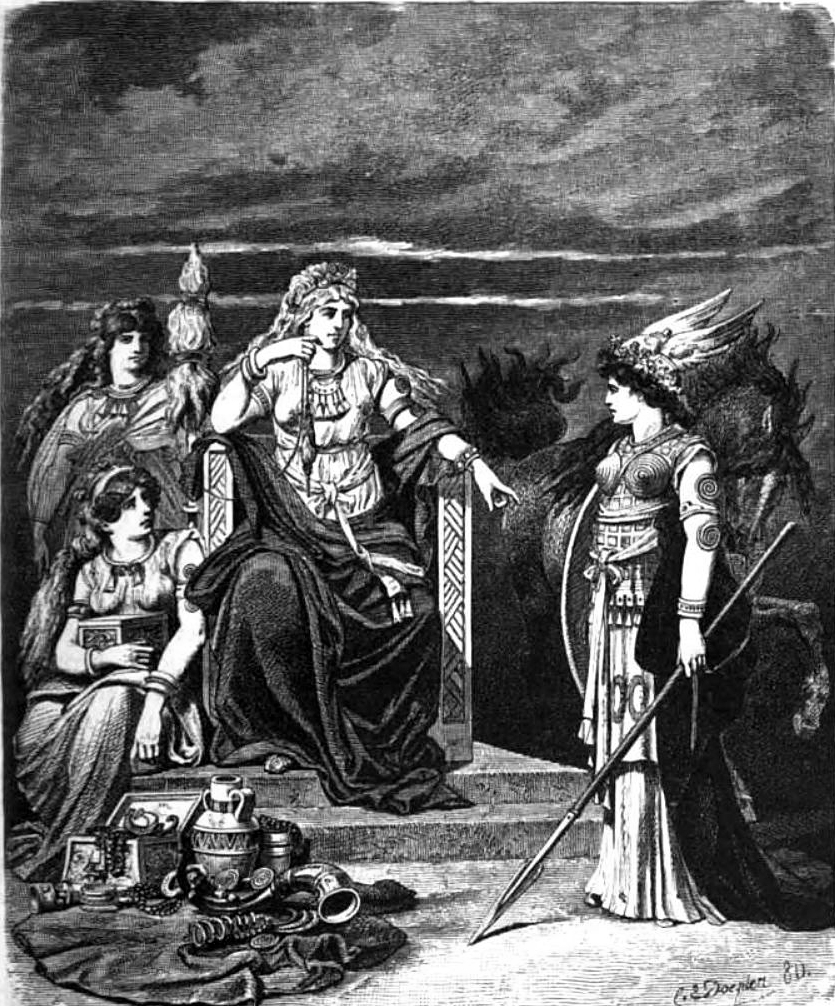
Gná (rechts) ontvangt opdrachten van Frigg.

Gna is in de Noordse mythologie de veertiende Asin, vermeld in de Edda van Snorri Sturluson. Samen met Fulla en Hlín is zij dienster van Frigg, namelijk haar boodschapster om Friggs zaken in de wereld waar te nemen. Met haar paard Hofvarpnir (ook Hofhwarfnir, „Hoefwerper”) berijdt zij wolken en water. 
Gna zou ongelukkigen uit gevaren redden.
Het Oudnoordse woord ‘gnaefar’ betekent hoog oprijzen.